# اتفاقية فك الاشتباك بين سوريا وإسرائيل

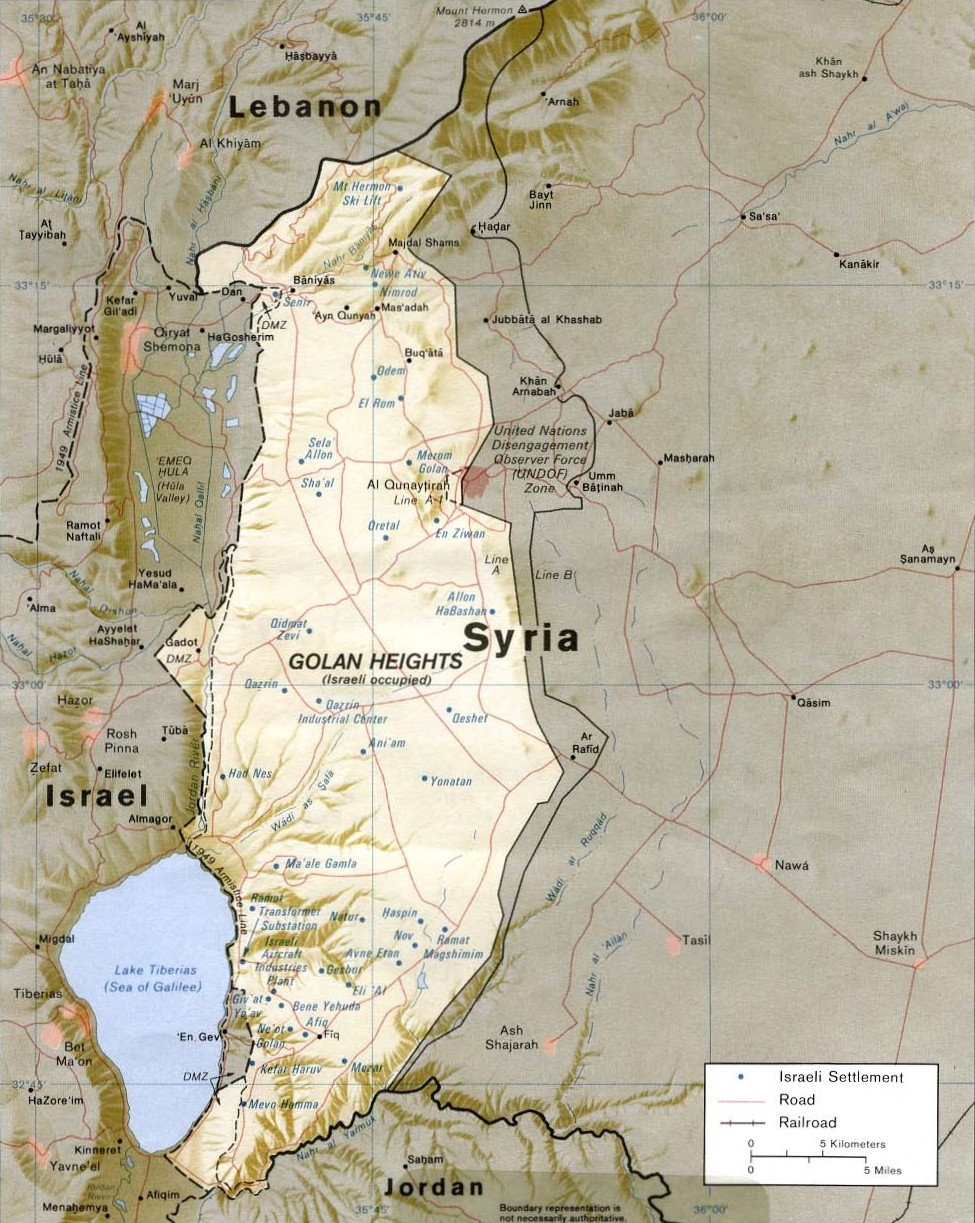
المواقع في الجولان باللون الأزرق هي مستوطنات إسرائيلية. المواقع في الجولان باللون الأسود هي قرى سورية. المناطق التي تحتلها إسرائيل في الجولان فاتحة اللون، بينما المناطق الخاضعة للسيطرة السورية رمادية اللون.

وقعت اتفاق فك الاشتباك بين إسرائيل وسوريا في 31 مايو 1974، الذي نص على استمرار وقف إطلاق النار القائم وفصل الأطراف المتحاربة بواسطة قوات حفظ السلام التابعة للأمم المتحدة. وقد جاء في الاتفاق تحديدًا أن "هذا الاتفاق ليس اتفاق سلام. إنه خطوة نحو سلام عادل ودائم استنادًا إلى قرار مجلس الأمن رقم 338 الصادر في 22 أكتوبر 1973."
بعد مرور خمسين عامًا، وفي أعقاب سقوط نظام الأسد، أعلنت إسرائيل أنها "تعتبر الاتفاق لاغيًا حتى يتم استعادة النظام في سوريا"، وهو ما أدى إلى غزو إسرائيل لسوريا في عام 2024. ورغم تصريحات الجيش الإسرائيلي بأن وجوده في سوريا مؤقت، فإن الوقائع على الأرض تشير إلى نية الاحتلال البقاء في سوريا، إذ صرّح وزير الدفاع الإسرائيلي يسرائيل كاتس بأنهم مستعدون للبقاء في سوريا إلى أجل غير مسمّى.

## الموقعون

### إسرائيل
- الجنرال مردخاي غور: رئيس أركان الجيش الإسرائيلي  في ذلك الوقت.
- الجنرال هيرتزل شافير: رئيس وفد إسرائيل خلال المفاوضات.
- اللواء دافيد إيلعازار: رئيس أركان الجيش الإسرائيلي السابق، الذي لعب دورًا في المفاوضات بعد الحرب.

### سوريا
- الجنرال حكمت الشهابي: رئيس أركان القوات المسلحة السورية ورئيس وفد سوريا خلال المفاوضات.
- الجنرال يوسف شكر: ضابط عسكري سوري رفيع المستوى شارك في المحادثات.

## البنود
تضمنت الاتفاقية النقاط التالية:
- إن إسرائيل وسوريا ستراعيان بدقة وقف إطلاق النار في البر والبحر والجو وستمتنعان عن جميع الأعمال العسكرية فور توقيع هذه الوثيقة تنفيذا لقرار مجلس الأمن التابع للأمم المتحدة رقم 338 المؤرخ في 22 أكتوبر 1973.
- سيجرى الفصل بين القوات الإسرائيلية والسورية وفقا للمبادئ التالية:

1. ستكون القوات العسكرية الإسرائيلية كلها غربي الخط المشار إليه بالخط (أ) على الخريطة المرفقة بهذه الوثيقة، إلا في منطقة القنيطرة حيث ستكون غربي الخط (أ-1).
2. ستكون الأراضي الواقعة شرقي الخط (أ) كلها تحت الإدارة السورية، وسيعود المدنيون السوريون إلى هذه الأراضي.
3. المنطقة الواقعة بين الخط (أ) والخط المشار إليه بالخط (ب) على الخريطة المرفقة ستكون منطقة فصل. وسوف ترابط في هذه المنطقة قوة مراقبة الفصل التابعة للأمم المتحدة والمكونة وفقا للبروتوكول المرفق.
4. ستكون القوات السورية كلها شرقي الخط المشار إليه بالخط (ب).
5. ستكون هناك منطقتان متساويتان لتحديد الأسلحة والقوات واحدة على غربي الخط (أ) والأخرى شرقي الخط (ب) وفقا للاتفاق.

- يسمح للقوات الجوية للجانبين بالتحرك حتى خطوطهما دون تدخل.

- لن تكون هناك قوات في المنطقة الواقعة بين الخط (أ) والخط (أ-1).

- سوف يوقع هذا الاتفاق والخريطة المرفقة بجنيف في موعد لا يتجاوز 31 مايو 1974م من جانب الممثلين العسكريين لإسرائيل وسوريا في فريق العمل العسكري المصري – الإسرائيلي التابع لمؤتمر جنيف للسلام تحت إشراف الأمم المتحدة بعد انضمام ممثل عسكري سوري إلى ذلك الفريق وباشتراك ممثلين للولايات المتحدة والاتحاد السوفيتي، وسيتم وضع خريطة تفصيلية وخطة لتنفيذ فصل القوات بواسطة الممثلين في فريق العمل العسكري لمصر وإسرائيل وسوريا، وسيبدأ فريق العمل العسكري المبين فيما سبق عمله من أجل تحقيق هذا الغرض بجنيف تحت إشراف الأمم المتحدة خلال خمسة أيام، وسيبدأ الفصل بعد 24 ساعة من إتمام مهمة فريق العمل العسكري، وستتم عملية الفصل في موعد لا يتجاوز 20 يوما.

- إن مراقبة تنفيذ شروط الفقرات الأولى والثانية والثالثة سوف تتم من جانب أفراد الأمم المتحدة الذين يشكلون قوة مراقبة الفصل التابعة للأمم المتحدة طبقا لهذا الاتفاق.

- سيجري في غضون 24 ساعة من توقيع هذا الاتفاق تبادل جميع الجرحى من بين الأسرى الذين يحتجزهم كل جانب طبقا لشهادة اللجنة الدولية للصليب الأحمر، وغداة إتمام مهمة فريق العمل العسكري سوف يجرى تبادل أسرى الحرب الباقين.

- تسلم جثث جميع الجنود القتلى التي في حوزة كل من الجانبين لدفنها في بلادهم في غضون عشرة أيام من توقيع هذا الاتفاق.

- لا يعد هذا الاتفاق اتفاقية سلام نهائي - رغم أنه خطوة نحو سلام دائم على أساس قرار مجلس الأمن رقم 338 المؤرخ في 22 أكتوبر 1973م (23).

## التنفيذ
تتألف الاتفاقية من وثيقة علنية، خريطة، وبروتوكول يتعلق بوضع قوات الأمم المتحدة، بالإضافة إلى عدة رسائل سرية بين الولايات المتحدة والطرفين تتناول تفاصيل المشاورات حول وضع القوات وقضايا أخرى. وفقًا للاتفاق، وافقت إسرائيل على الانسحاب من الشريط الذي احتلته خلال حرب أكتوبر، وكذلك من شريط ضيق حول القنيطرة. كما اتفقت سوريا وإسرائيل على تحديد قواتهما على بعد 20 كيلومتر من خطوطهما الأمامية، على أن تُحظر وضع قذائف سام المضادة للطائرات من الجانب السوري ضمن منطقة عمقها 25 كيلومتر.

## قراءات مفضلة
- د. جمال سلامة علي: كتاب «من النيل إلى الفرات.. مصر وسوريا وتحديات الصراع العربي الإسرائيلي» - الناشر دار النهضة العربية، 2003م. محمد أحمد عشيش[2]

## وصلات خارجية
- الإتفاقية من موقع الأمم المتحدة، بدون الملاحق.
- الإتفاقية مع الملاحق الإضافية وكافة النصوص المتعلقة بها من سيرفرات مؤسسة JSTOR اللاربحية